# Черкаський обласний центр науково-технічної творчості учнівської молоді
Черка́ський обласни́й Центр науко́во-техні́чної тво́рчості учні́вської мо́лоді — позашкільний навчальний заклад в місті Черкаси, підпорядковується Головному управлінню освіти і науки Черкаської обласної державної адміністрації. Знаходиться в приміщенні колишнього будинку Воробйова.
У закладі працюють такі гуртки:
- початково-технічне моделювання;
- ракетомоделювання;
- судномоделювання;
- автомоделювання;
- авіамоделювання;
- автотрасового моделювання;
- інформатики;
- радіотехнічного конструювання;
- моделювання іграшок та сувенірів;
- конструювання повітряних зміїв;
- образотворчого мистецтва.

Викладання здійснюють 19 педагогів:
- 14 — мають вищу освіту;
- 2 — нагороджені знаком «Відмінник освіти України»;
- 6 — нагороджені почесною грамотою Міністерства освіти і науки України;
- 7 — нагороджені грамотами управління освіти і науки Черкаської ОД;
- 1 — нагороджений премією імені Захаренка.

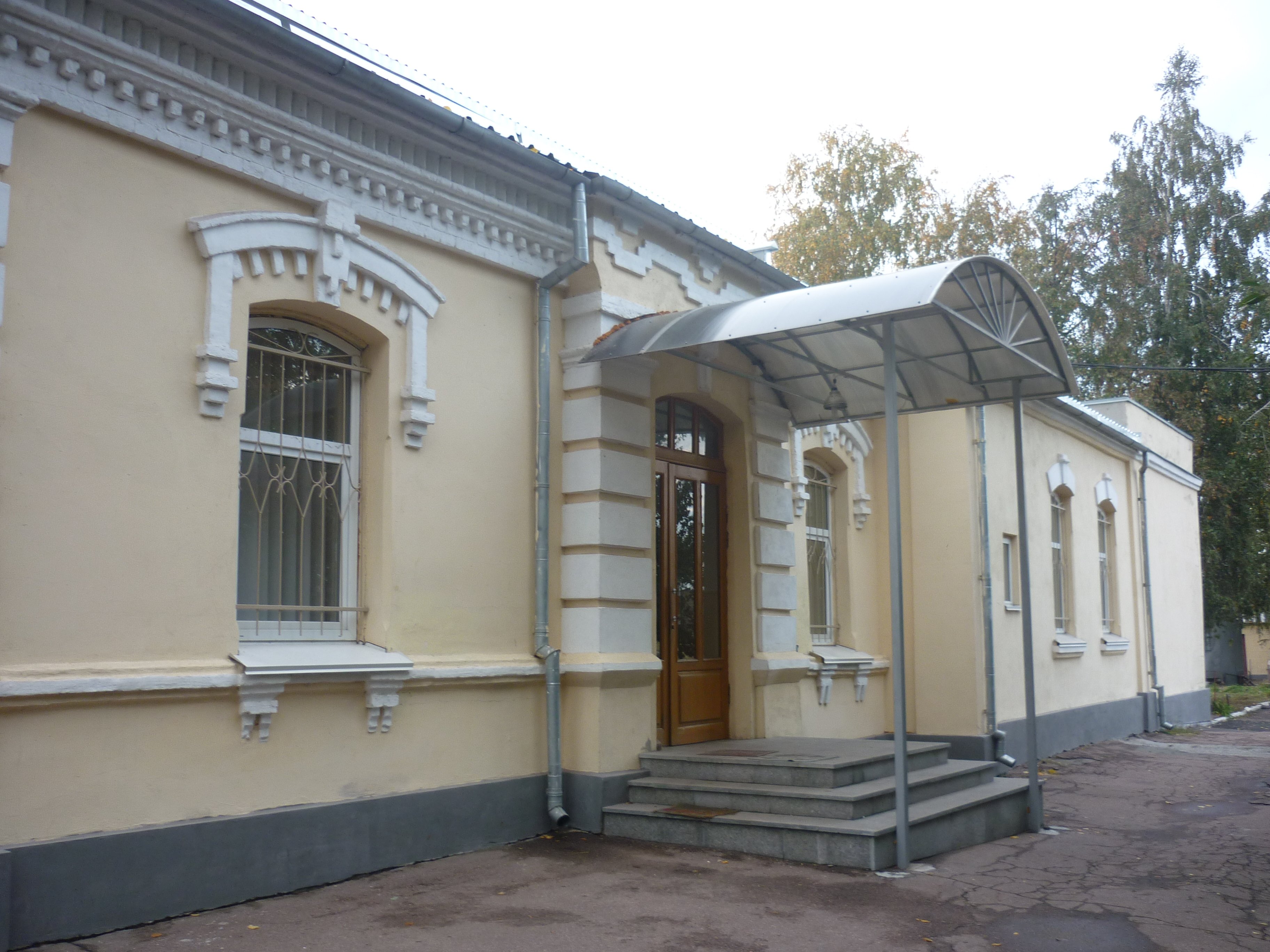
Головний вхід
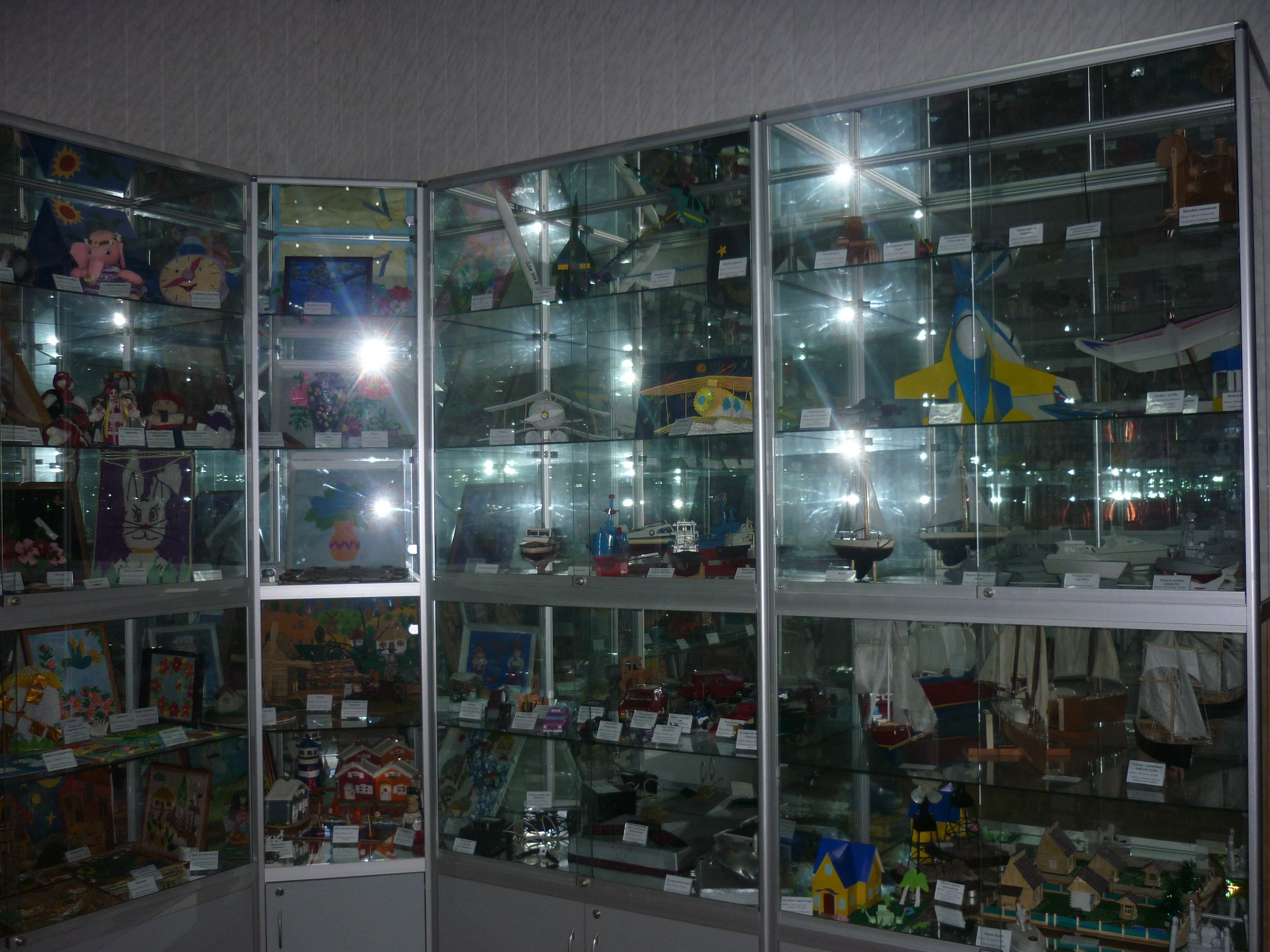
Виставковий зал
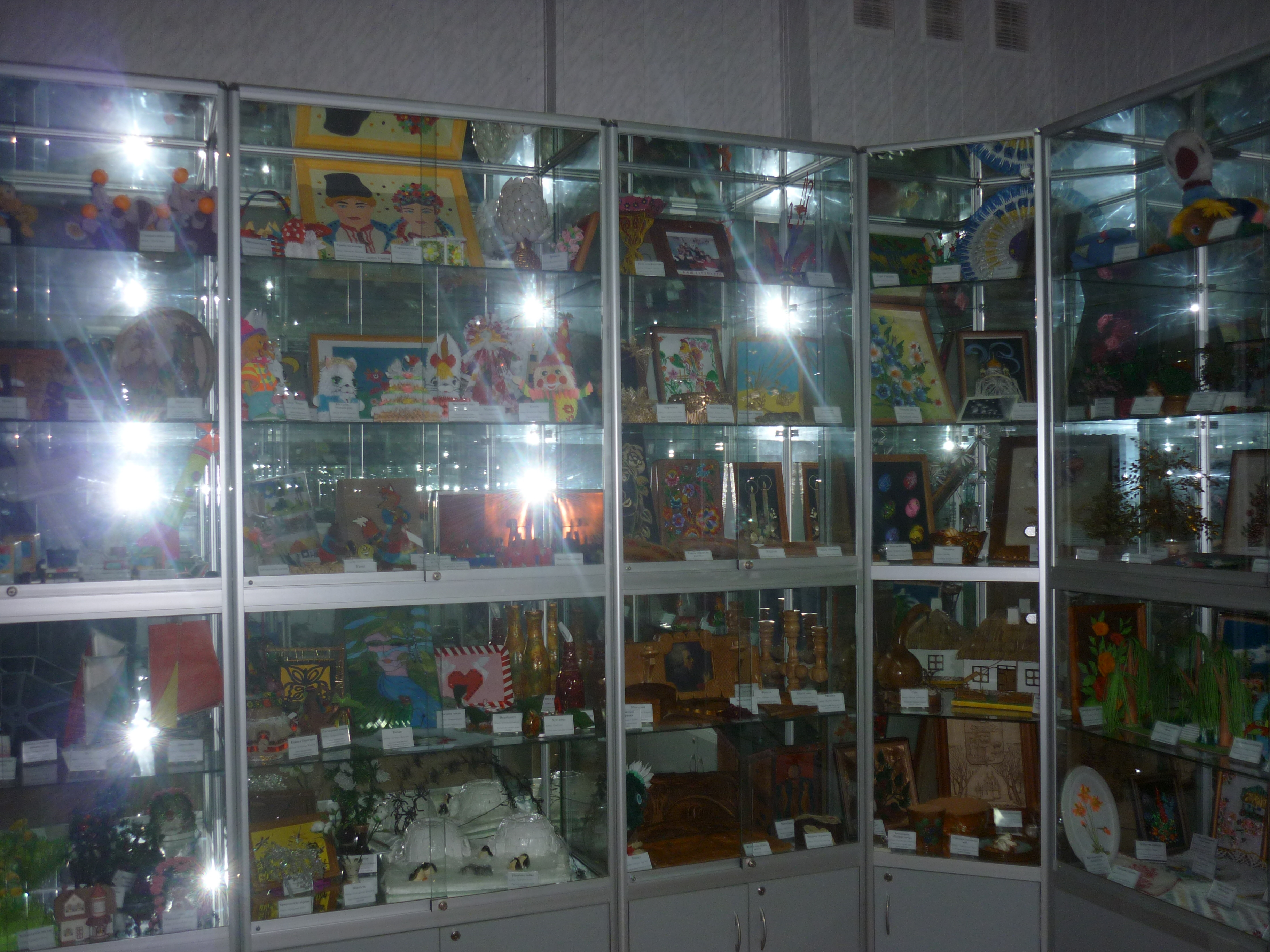
Виставковий зал